# Amar-Quartett (Frankfurt am Main)

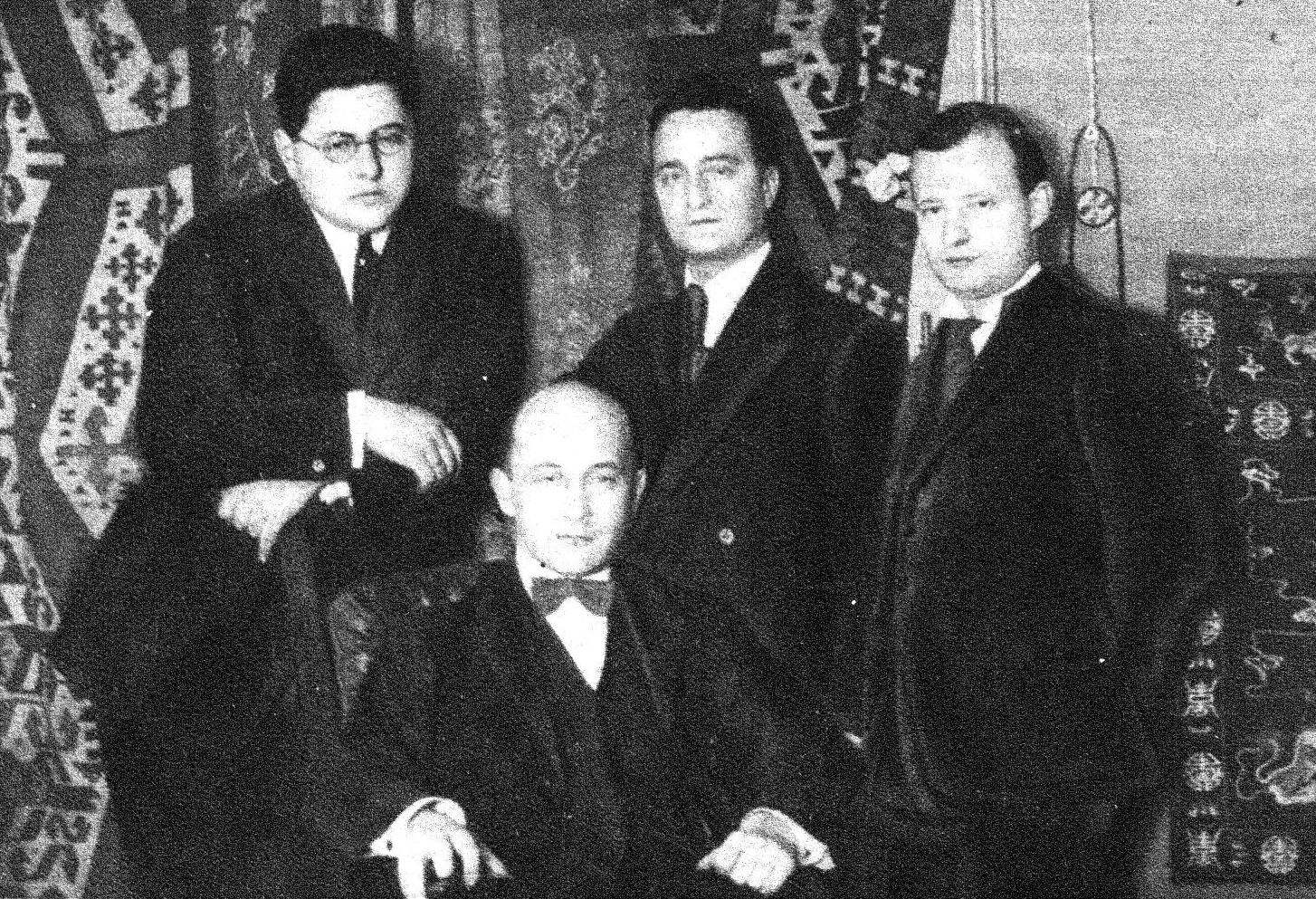
Amar Quartett (1922)
v. l. n. r.: Maurits Frank, Licco Amar, Walter Caspar und Paul Hindemith

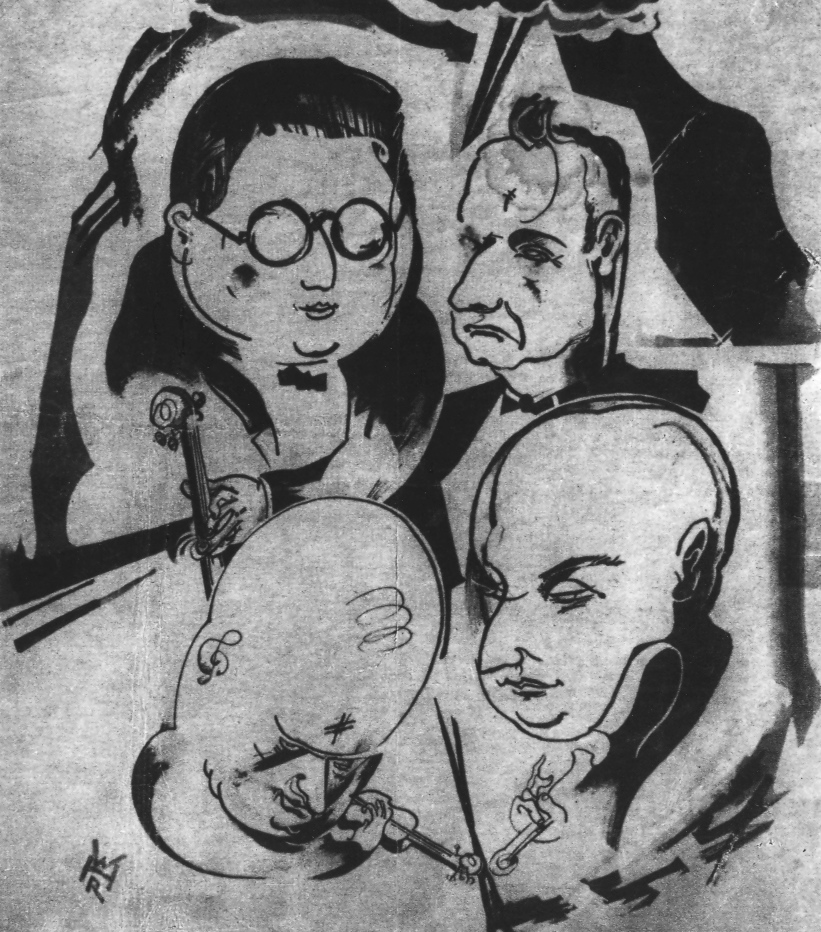
Rudolf Heinisch: Amar-Quartett, 1923

Das Amar Quartett war ein in Frankfurt am Main ansässiges Streichquartett. Es bestand von 1921 bis 1929. Die 1. Violine spielte der ungarische Geiger Licco Amar, die 2. Violine Walter Caspar. Bratscher des Quartetts war Paul Hindemith, das Violoncello spielte 1921/1922 Rudolf Hindemith und von 1922 bis 1929 Maurits Frank.
Das Amar-Quartett hatte sich zunächst nur zusammengefunden, um das Zweite Streichquartett von Paul Hindemith zu interpretieren. Es wurde rasch zu einem der wichtigsten Quartette der Zwischenkriegszeit. Es hat sich vor allem um die zeitgenössische Musik verdient gemacht und trat häufig bei den Donaueschinger Musiktagen auf. Es hat zahlreiche Werke der Neuen Musik uraufgeführt.
Bis zu seiner Auflösung wurde das Quartett in Zeitungen und Zeitschriften der Weimarer Republik vielfach zeichnerisch dargestellt durch Paul Hindemiths Freund und Trauzeugen, den Maler Rudolf Heinisch.
Anlässlich Paul Hindemiths 100. Geburtstag übertrug das Frankfurter Hindemith-Institut den Namen des Ensembles 1995 auf das Amar-Quartett (Zürich).